# Edinburg (Virgínia)
Edinburg é uma cidade  localizada no estado norte-americano de Virginia, no Condado de Shenandoah.

## Demografia
Segundo o censo norte-americano de 2000, a sua população era de 813 habitantes.
Em 2006, foi estimada uma população de 869, um aumento de 56 (6.9%).

## Geografia
De acordo com o United States Census Bureau tem uma área de
1,9 km², dos quais 1,9 km² cobertos por terra e 0,0 km² cobertos por água. Edinburg localiza-se a aproximadamente 290 m acima do nível do mar.

## Localidades na vizinhança
O diagrama seguinte representa as localidades num raio de 20 km ao redor de Edinburg.